# Carl Sandels
Carl Sandels, född 18 maj 1845 i Västerås församling, Västmanlands län, död 28 december 1919 i Jakobs församling, Stockholm, var en svensk fotograf.

## Biografi
Omkring 1873 började han utbilda sig till fotograf och var fotografelev i Stockholm. Han hade sedan egna ateljéer på åtminstone fyra orter: i Vänersborg 1876–1877, i Alingsås 1877–1881, i Göteborg 1881–1889, i Stockholm 1902–1906, Fredsgatan 15, 1907–1922 Biblioteksgatan 4. Sonen Knut Sandels blev också fotograf, liksom sonsonen Karl Sandels.
Han var son till häradshövdingen och kammarjunkaren Knut Sandels och hans hustru Carolina Johanna Liebholtz. Gift 1875 med Emma Augusta Tillberg (1851–1908). De fick barnen Carl Gottlieb, född 1876; Ingeborg Johanna, född 1879; Knut Hjalmar, född 1881; Axel Gösta Fabian, född 1887. Efter hustruns död omgift 1910 med Alexandra Emma Maria Lindström (1863–1949). Makarna Sandels är begravna på Norra begravningsplatsen utanför Stockholm.